# Melbourne Beach
Melbourne Beach es un pueblo ubicado en el condado de Brevard en el estado estadounidense de Florida. En el Censo de 2010 tenía una población de 3.101 habitantes y una densidad poblacional de 857,67 personas por km².

## Geografía
Melbourne Beach se encuentra ubicado en las coordenadas 28°4′1″N 80°33′35″O / 28.06694, -80.55972. Según la Oficina del Censo de los Estados Unidos, Melbourne Beach tiene una superficie total de 3.62 km², de la cual 2.54 km² corresponden a tierra firme y (29.73%) 1.07 km² es agua.

## Demografía
Según el censo de 2010, había 3.101 personas residiendo en Melbourne Beach. La densidad de población era de 857,67 hab./km². De los 3.101 habitantes, Melbourne Beach estaba compuesto por el 96.84% blancos, el 0.45% eran afroamericanos, el 0.23% eran amerindios, el 1.1% eran asiáticos, el 0% eran isleños del Pacífico, el 0.26% eran de otras razas y el 1.13% pertenecían a dos o más razas. Del total de la población el 3.22% eran hispanos o latinos de cualquier raza.